# هینو تومیکو
هینو تومیکو (به ژاپنی: 日野 富子 Hino Tomiko)

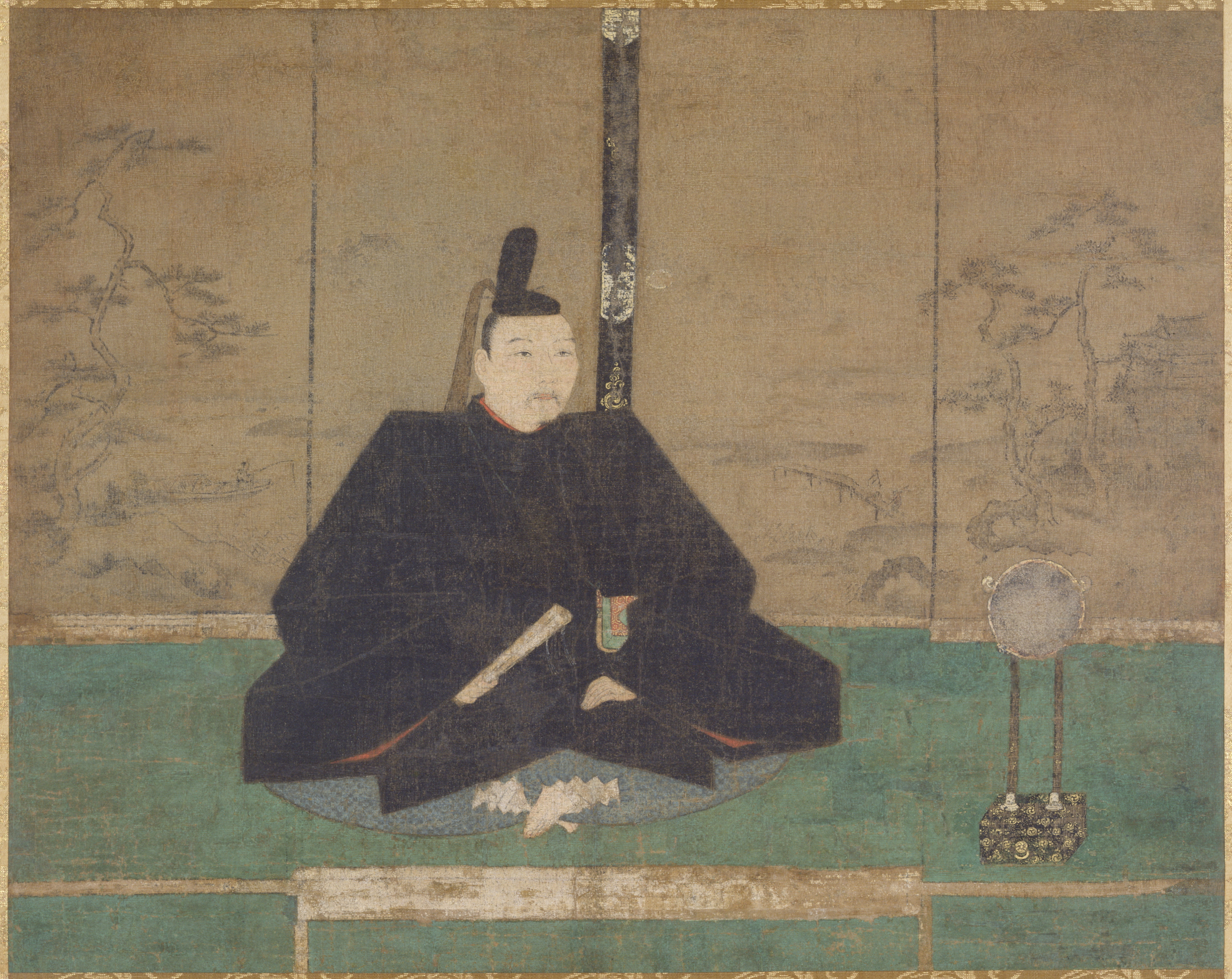
تصویر هشتمین شوگون آشی‌کاگا یوشی‌ماسا، همسر هینو تومیکو

(۱۴۴۰-۱۴۹۶) همسر رسمی هشتمین شوگون در شوگون‌سالاری آشی‌کاگا بود. او همچنین مادر آشی‌کاگا یوشی‌هیسا نهمین شوگون بود. پافشاری درخواست کمک او از یامانا سوزن برای به قدرت رساندن پسرش و علیه هوسوکاوا کاتسوموتو و برادر کوچکتر شوگون آشی‌کاگا یوشی‌می از عوامل به وقوع پیوستن جنگ اونین بشمار می‌آید.